# Chrysops aberrans
Chrysops aberrans är en tvåvingeart som beskrevs av Philip 1941. Chrysops aberrans ingår i släktet Chrysops och familjen bromsar. Inga underarter finns listade i Catalogue of Life.